# Hymenopenaeus obliquirostris
Hymenopenaeus obliquirostris är en kräftdjursart som först beskrevs av Charles Spence Bate 1881.  Hymenopenaeus obliquirostris ingår i släktet Hymenopenaeus och familjen Solenoceridae. Inga underarter finns listade i Catalogue of Life.